# Gobierno del Estado de Campeche

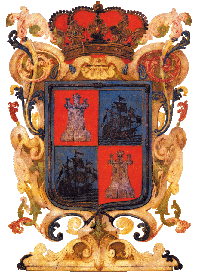
Escudo de la Ciudad de Sn.Fco. de Campeche, usado también como del Estado

El Gobierno del Estado de Campeche es la entidad encargada de la Administración pública del estado, ejerce la Función Ejecutiva y reglamenta aspectos de la Administración estatal. Sus funciones son expresadas en la Constitución Federal y en la Constitución Estatal. Al frente del Gobierno se encuentra el Gobernador del Estado de Campeche que se elige en elecciones populares cada seis años. Además del Poder Ejecutivo, el Gobierno es compuesto por el Poder Legislativo y el Poder Judicial representado por el Tribunal Superior de Justicia de Campeche.

## Fundamentos

### Desde la Federación
La Constitución Federal de México, en su artículo 115 afirma que;

Los Estados adoptarán, para su régimen interior, la forma de gobierno republicano,representativo, popular...
Primer párrafo del Artículo 115 de la Constitución de México

Bajo este mandamiento, todos los estados del país deben de organizarse como repúblicas, siempre teniendo en cuenta la opinión popular. Por ello, el gobierno de los estados no gozará las prerrogativas que otorgan las leyes federales, sino que se formaron siguiendo las leyes locales.
Dado que la Federación respeta la soberanía de los estados, ella solo dicta las pautas para la organización de estos como puede notarse en el artículo 116 de la Constitución Federal;

Los poderes de los Estados se organizarán conforme a la Constitución de cada uno de ellos, con sujeción a las siguientes normas:[...].
 Constitución Política de los Estados Unidos Mexicanos, articulo 116, segundo párrafo

La Constitución Federal no dicta las funciones del Gobierno Estatal, eso es obligación del mismo estado.

### Localmente
En el caso de Campeche, como en el de muchos estados más la Constitución, dice que el gobernador se elige cada 6 años, tiene pequeñas cosas que lo diferencian de otros estados. La Constitución sigue ordenada por las leyes Federales.

## Composición

### Poder Legislativo
El Poder Legislativo se deposita en una asamblea que se denomina Congreso del Estado. Se compone de 35 Diputados; 21 electos por el principio de Mayoría Relativa por cada uno de los distritos en los que se divide el estado y 14 de ellos electos por el principio de Representación Proporcional.
Es el encargado de supervisar las actividades del Poder Ejecutivo, de elegir a los magistrados del Tribunal Supremo del Estado, y de la elaboración de las leyes que rigen la vida del estado. La supervisión del ejecutivo se realiza cada año, el Gobernador en turno presenta un informe donde presenta la situación de la administración del estado, posteriormente inician las comparencias parlamentarias.

### Poder Ejecutivo
El Poder Ejecutivo se deposita en un solo individuo que se denomina Gobernador del Estado de Campeche. De acuerdo al artículo 60 de la constitución local, "la elección de Gobernador será el primer domingo de junio de cada seis años, mediante sufragio universal, libre, secreto, directo, personal e intransferible en los términos que disponga la legislación electoral".
El Gobernador del Estado entra en funciones el 16 de septiembre del año de su elección y dura en su encargo 6 años. El funcionamiento del Poder Ejecutivo se encuentra reglamentado en la Ley Orgánica de la Administración Pública del Estado de Campeche.

### Poder Judicial
De acuerdo a la constitución loca, el Poder Judicial se deposita en un Honorable Tribunal Superior de Justicia y en Juzgados de Primera Instancia, Menores y de Conciliación. El establecimiento, funcionamiento y competencia de los mencionados órganos del Poder Judicial se regirán por lo que dispongan la Ley Orgánica del Poder Judicial del Estado de Campeche.